# دوري كرة القدم الغربي 1896–97
دوري كرة القدم الغربي 1896–97 (بالإنجليزية: 1896–97 Western Football League)‏ هو موسم من دوري كرة القدم الغربي ‏. فاز فيه Warmley F.C. ‏.